# Tatiana Cotliar
Tatiana "Tati" Cotliar (sinh tại Buenos Aires ngày 31 tháng 10 năm 1988) là một người mẫu và nhà tạo mẫu thời trang người Argentina. Cô từng là gương mặt của Vivienne Westwood, Valentino, Versace, Proenza Schouler, Prada, Lanvin cho H & M, Mulberry, Paul Smith, Marc Jacobs, và Nina Ricci.

## Nghề nghiệp
Cotliar là một học sinh trung học tại Colegio Nacional de Buenos Aires, sau đó tại CIEVYC, một trường điện ảnh ở Buenos Aires. Cô đã đạo diễn hai bộ phim ngắn. Khi một đại lý tiếp cận cô ấy để làm người mẫu, chỉ biết người mẫu của Argentina, cô ấy đã không quan tâm do nó mang tính thương mại. Vào tháng 9 năm 2009, Cotliar đã ra mắt tại chương trình mùa xuân Rachel Comey ở New York, sau đó trình diễn thời trang cho Jason Wu, 3.1 Phillip Lim và Rodarte. Cô đã khép lại chương trình mùa xuân Vivienne Westwood Red Label ở London cũng như khép lại chương trình cho Westwood ở Paris. Làm người mẫu được khoảng một năm, cô đã có được bước đột phá lớn của mình với tư cách là người trình diễn mở đầu cho một trong những bộ sưu tập được đánh giá cao nhất của Marc Jacobs, chương trình Fall 2010 tại New York. Cô khai mạc chương trình mùa thu của Vivienne Westwood tại Paris và khép lại chương trình cho Shiatzy Chen, Miu Miu và Emanuel Ungaro.
COACD đã giới thiệu Cotliar với tư cách mười người mẫu mới nhất của mùa F / W 2010 tại số 2 

## Cá nhân
Cô mô tả phong cách cá nhân của mình là nam tính, như Diane Keaton trong Annie Hall, và đôi khi gợi cảm và nữ tính như Jane Birkin. Các thành phố yêu thích của cô là khu phố Tàu ở New York, khu vực Shoreditch của London, các quán cà phê góc phố của Paris và Buenos Aires.